# Тортони (кафе, Буэнос-Айрес)
Кафе «Торто́ни» (исп. Café Tortoni) — буэнос-айресское кафе, расположенное на Авенида-де-Майо, 825. Открыто в 1858 году французским иммигрантом и получило название в честь парижского кафе, расположенного на Итальянском бульваре, места сбора французской богемы в XIX веке. «Тортони» было названо UCityGuides одним из десяти самых красивых кафе в мире.

## Знаменитые посетители
Среди его посетителей была Альфонсина Сторни, Бальдомеро Фернандес Морено, Хуана де Ибарбуру, Артур Рубинштейн, Рикардо Виньес, Роберто Арльт, Хосе Ортега-и-Гассет, Хорхе Луис Борхес, Молина Кампос, Бенито Кинкела Мартин, Марсело Торкуато де Альвеар, Карлос Гардель, Хуан Мануэль Фанхио, Альберт Эйнштейн, Федерико Гарсия Лорка, Хиллари Клинтон, Роберт Дюваль, Хуан Карлос I и др.

## Галерея

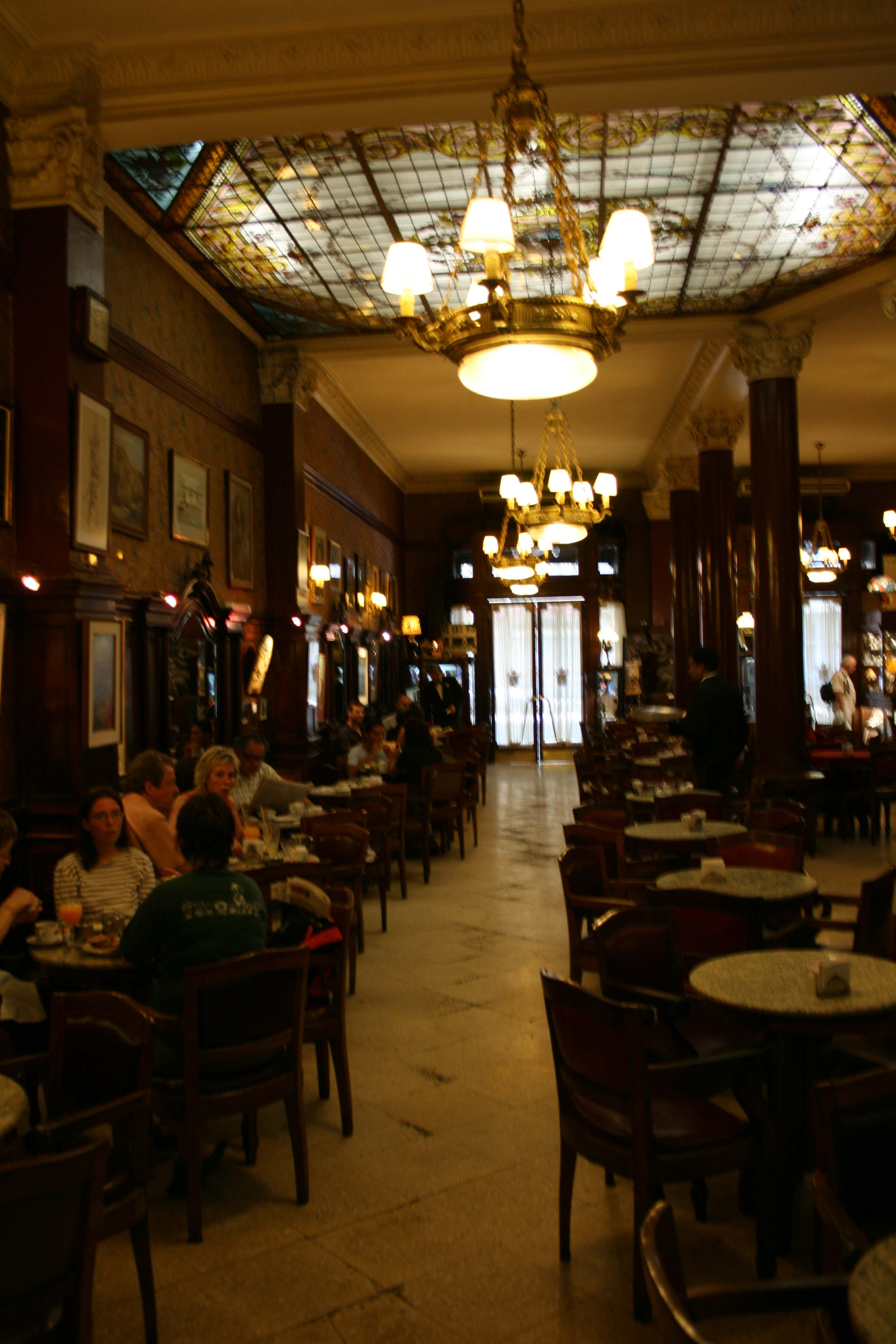
Интерьер кафе
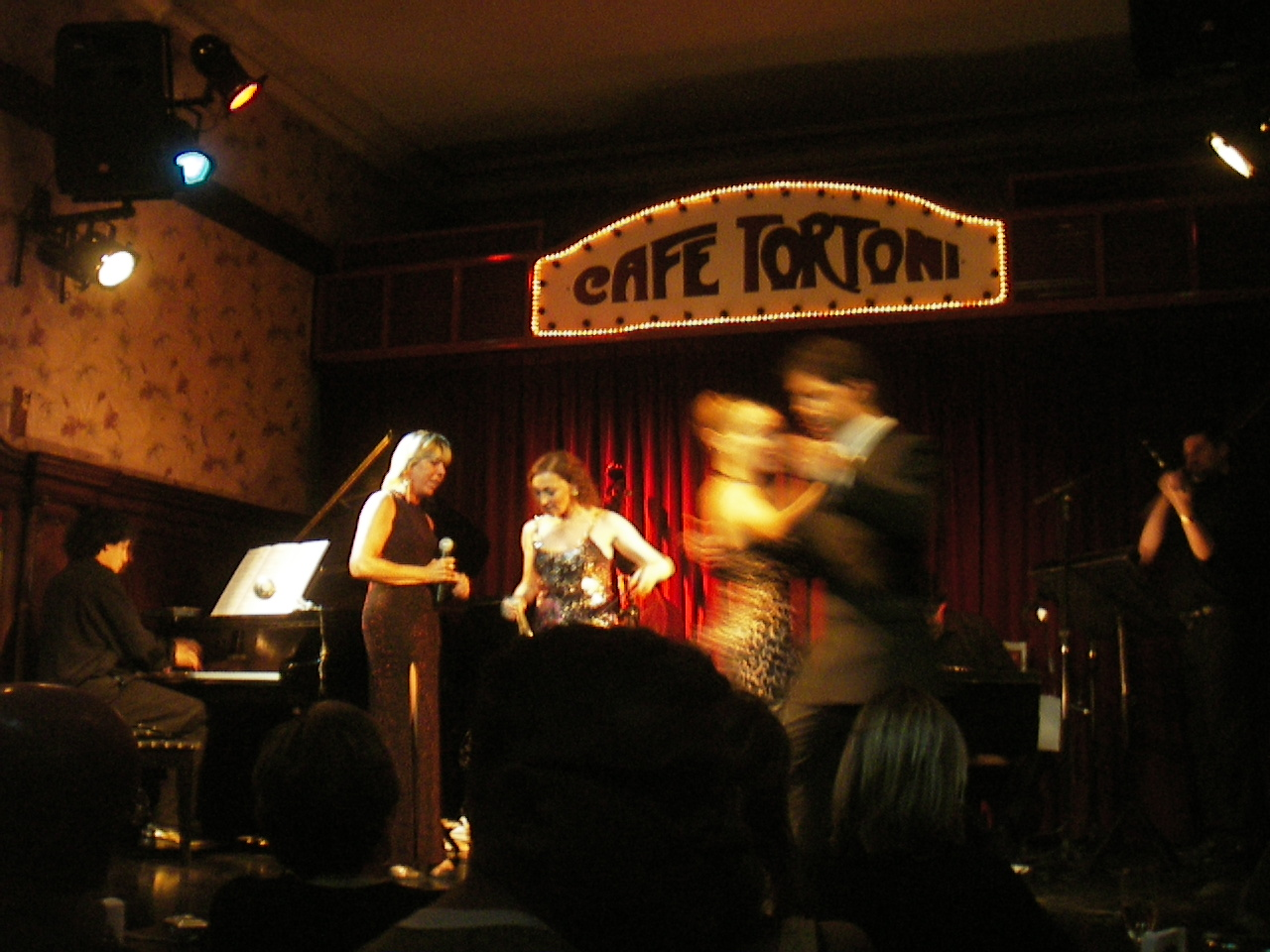
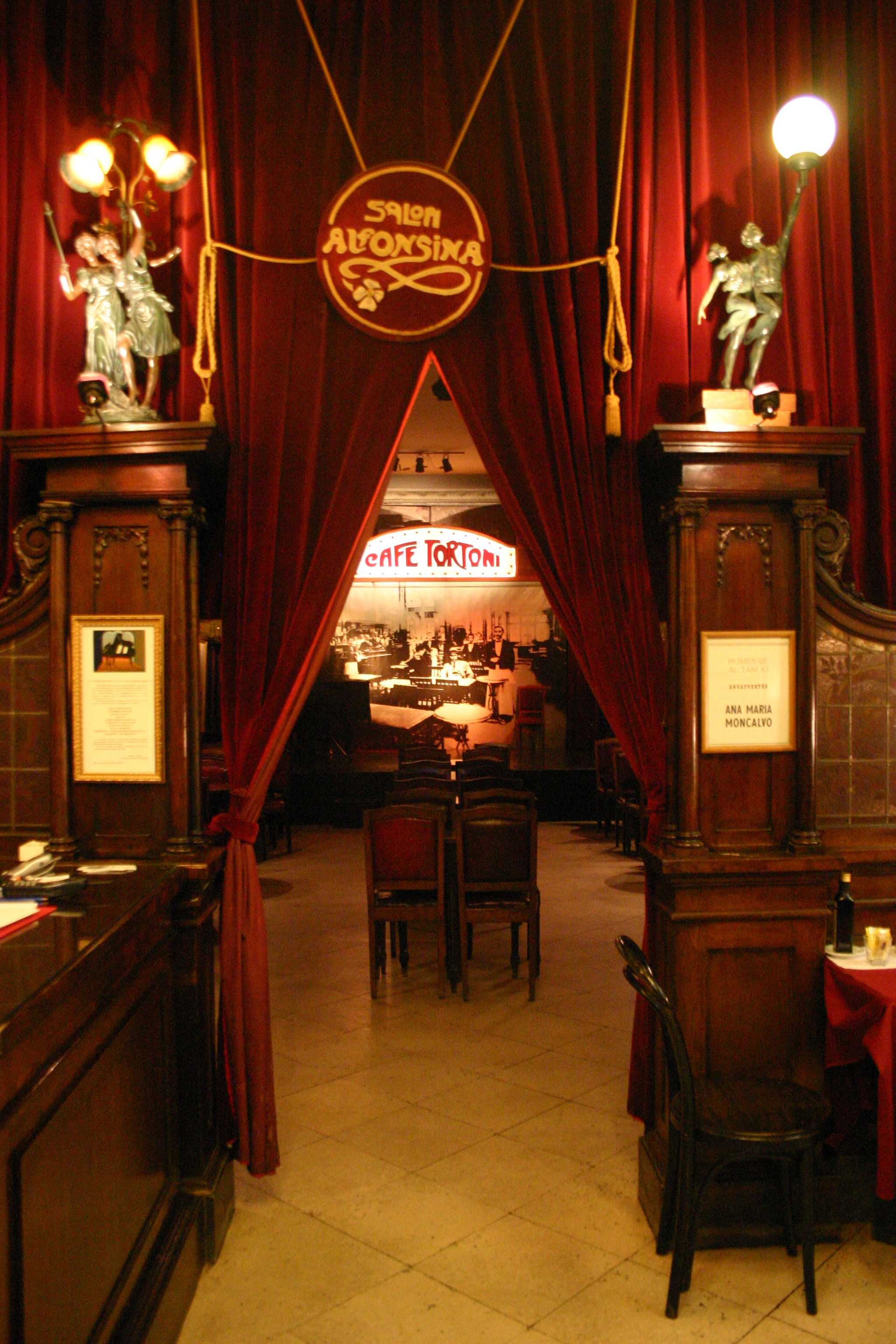
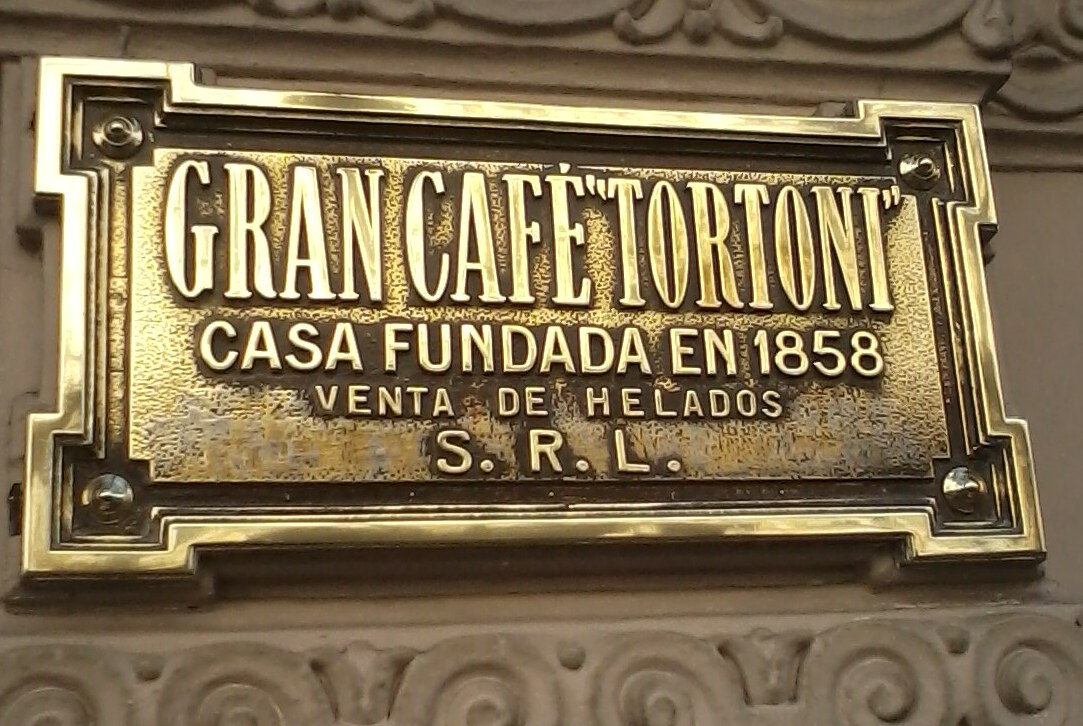
Эмблема кафе